# Ендрю Болт
Ендрю Болт (нар. 26 вересня 1959) — австралійський консервативний суспільно- політичний оглядач. Він багато років працював у газетній компанії The Herald і Weekly Times (HWT), що належить Мердоку, як для газети The Herald, так і для її наступника Herald Sun. Його поточні заняття включають блогера та оглядача в Herald Sun і ведучого телешоу The Bolt Report щотижня. В Австралії Болт є суперечливим громадським діячем, якого часто критикують за його образливу поведінку та звинувачують у недоречних висловлюваннях з різних політичних та соціальних питань.

## Фон
Болт народився в Аделаїді, його батьки були новоприбулими голландськими іммігрантами. Він провів своє дитинство у віддалених сільських районах, включаючи Таркула, Південна Австралія, а його батько працював вчителем і директором школи. Після закінчення середньої школи в середній школі Мюррей Брідж Болт подорожував і працював за кордоном, перш ніж повернутись до Австралії та отримати ступінь мистецтва в Університеті Аделаїди. Він пішов до закінчення університету, щоб стати практикантом у мельбурнській газеті The Age. Його ролі в The Age включали спортивного письменника до того, як він приєднався до The Herald. Його діяльність як репортера включала період кореспондентом газети в Азії, спочатку в Гонконзі, а потім у Бангкоку. Він працював на уряд Хоука в двох виборчих кампаніях.

## Медіа-кар'єра
Болт виконував різні ролі в багатьох телемережах, радіостанціях та в друкованих ЗМІ.
У 2005 році Болт випустив збірку газетних колонок у книзі під назвою « Досі не шкодую: найкраще з Ендрю Болта».

### Телебачення
З 2001 по 2011 рік був постійним гостем на шоу Insiders.
Болт залишив Insiders у травні 2011 року, щоб вести власну щотижневу програму The Bolt Report на Network Ten. The Bolt Report закінчився у 2015 році, а в 2016 році Болт став учасником Sky News Live. Згодом The Bolt Report відновився на Sky News Live у травні 2016 року.

## Висловлювання
У квітні 2022 висловився про режим Путіна: Режим Путіна – це шоу клоунів зверху донизу (англ. Putins regime is a clown show from top to bottom).

## Книги Болта
- Bolt: Still Not Sorry, Melbourne: Wilkinson Publishing, 2016.
- Bolt: Worth Fighting For: Insights & Reflections, Melbourne: Wilkinson Publishing, 2016.

## Особисте життя
Болт одружений з Саллі Моррелл, колумністкою 'Herald Sun. Вони одружені з 1989 року, мають трьох дітей. Болт — агностик.